# Kościół farny św. Mikołaja w Bad Düben
Kościół farny św. Mikołaja (niem. Stadtkirche St. Nikolai) – luterańska świątynia parafialna znajdująca się w niemieckim mieście Bad Düben.

## Historia
Kościół został wzniesiony pod koniec XII wieku. W 1519 parafia przeszła w ręce luteran. Wieża kościelna została wypalona podczas pożaru w 1661 roku. W 1809 wieża zawaliła się, nową wzniesiono w latach 1810–1814, a w latach 1816–1817 wybudowano klasycystyczny korpus nawowy wg projektu Carla Ignazia Pozziego. W 1887 przebudowano najwyższą kondygnację wieży, podwyższając ją, nadając jej rzut ośmiokąta i lokując w niej mieszkanie strażnika, zamieszkiwane do 1904. W latach 1906–1907 gmach wyremontowano, a w latach 1990–2007 świątynię odrestaurowano.

## Architektura i wyposażenie
Świątynia klasycystyczna, jednonawowa, z 63-metrową wieżą. Pojemność świątyni powiększają dwie kondygnacje empor. Ołtarz i ambona pochodzą z lat 1816–1817. Przy ambonie ustawiono barokowe figury Chrystusa Zbawiciela (identyfikowanego również jako Jana Chrzciciela) i Mojżesza, pochodzące z dawnego ołtarza głównego. Chrzcielnicę wykonano w 1907 roku. Nad ołtarzem zawieszono XIX-wieczny obraz przedstawiający rozmowę Chrystusa z Samarytanką przy Studni Jakuba.
30-głosowe organy wykonał w 1907 roku Wilhelm Rühlmann, zainstalowano je w zachowanym prospekcie poprzedniego instrumentu z 1819 roku. W latach 2007–2008 organy odrestaurowano.
Na wieży kościelnej zawieszono pięć dzwonów. Dwa z nich odlano w I połowie XIV wieku, jeden odlał w 1594 roku lipski ludwisarz Hans Becker, a dwa żeliwne wykonano w 1950 roku. W 2017 wymieniono osprzęt dzwonów.

## Galeria

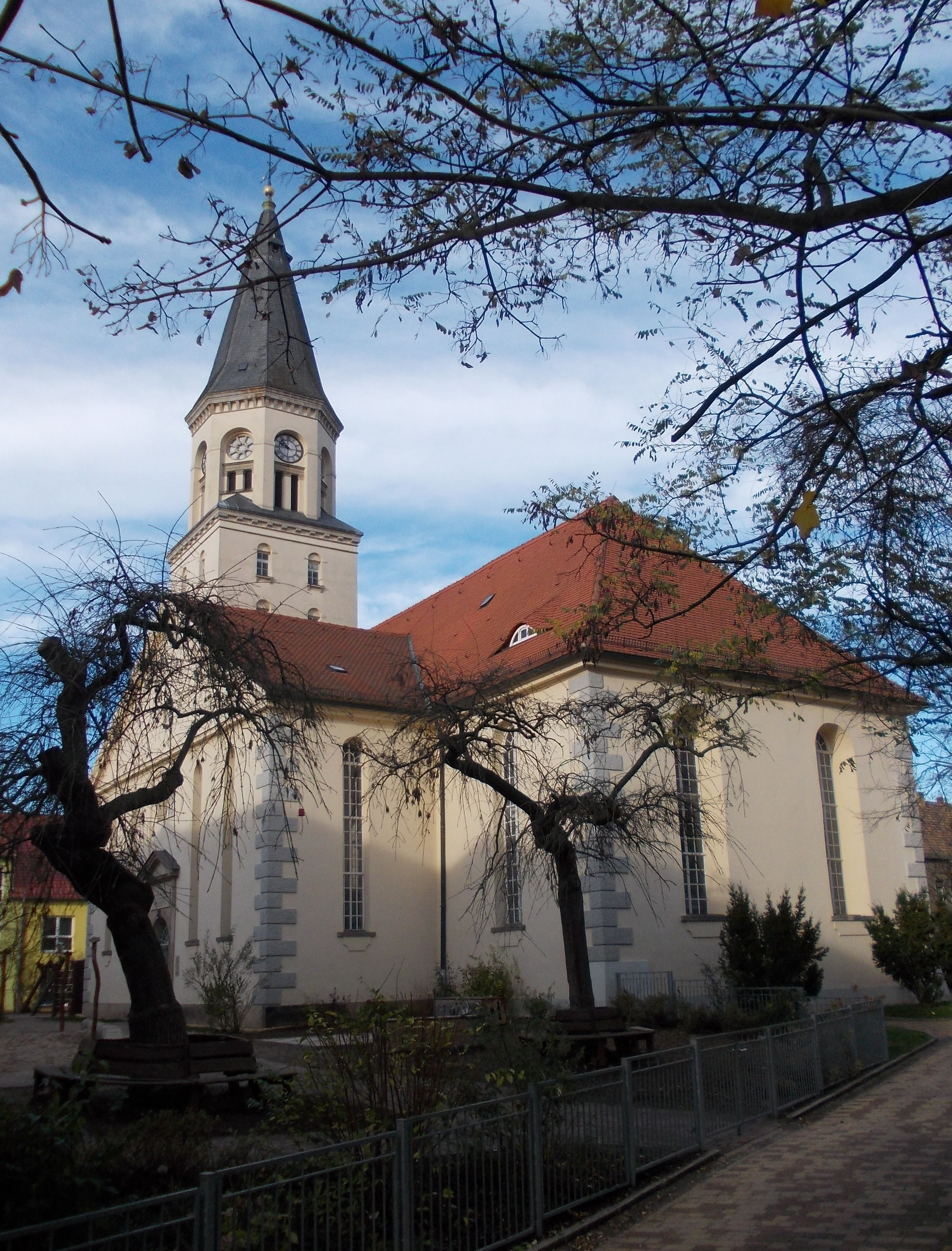
Widok ze wschodu
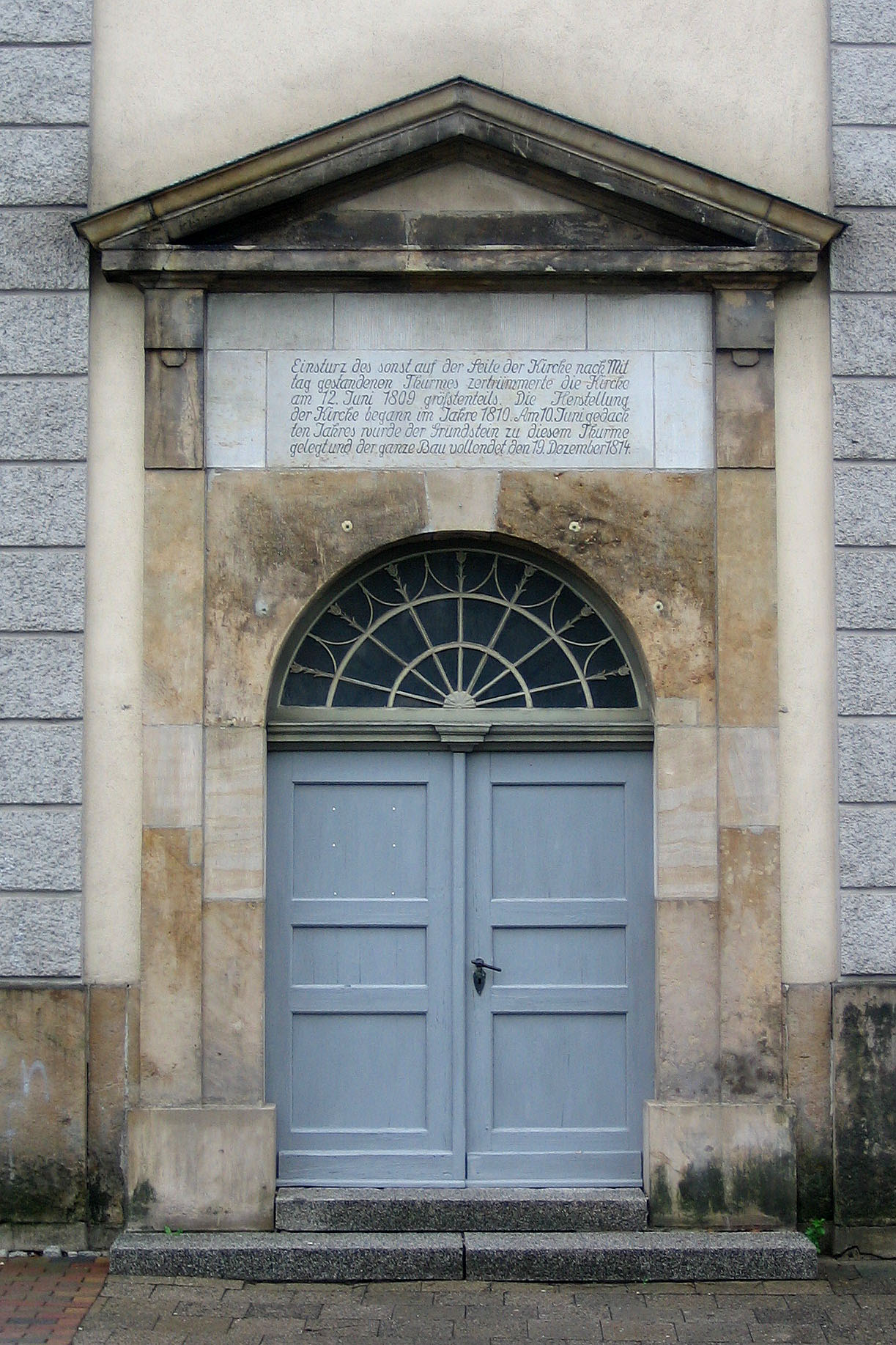
Portal główny
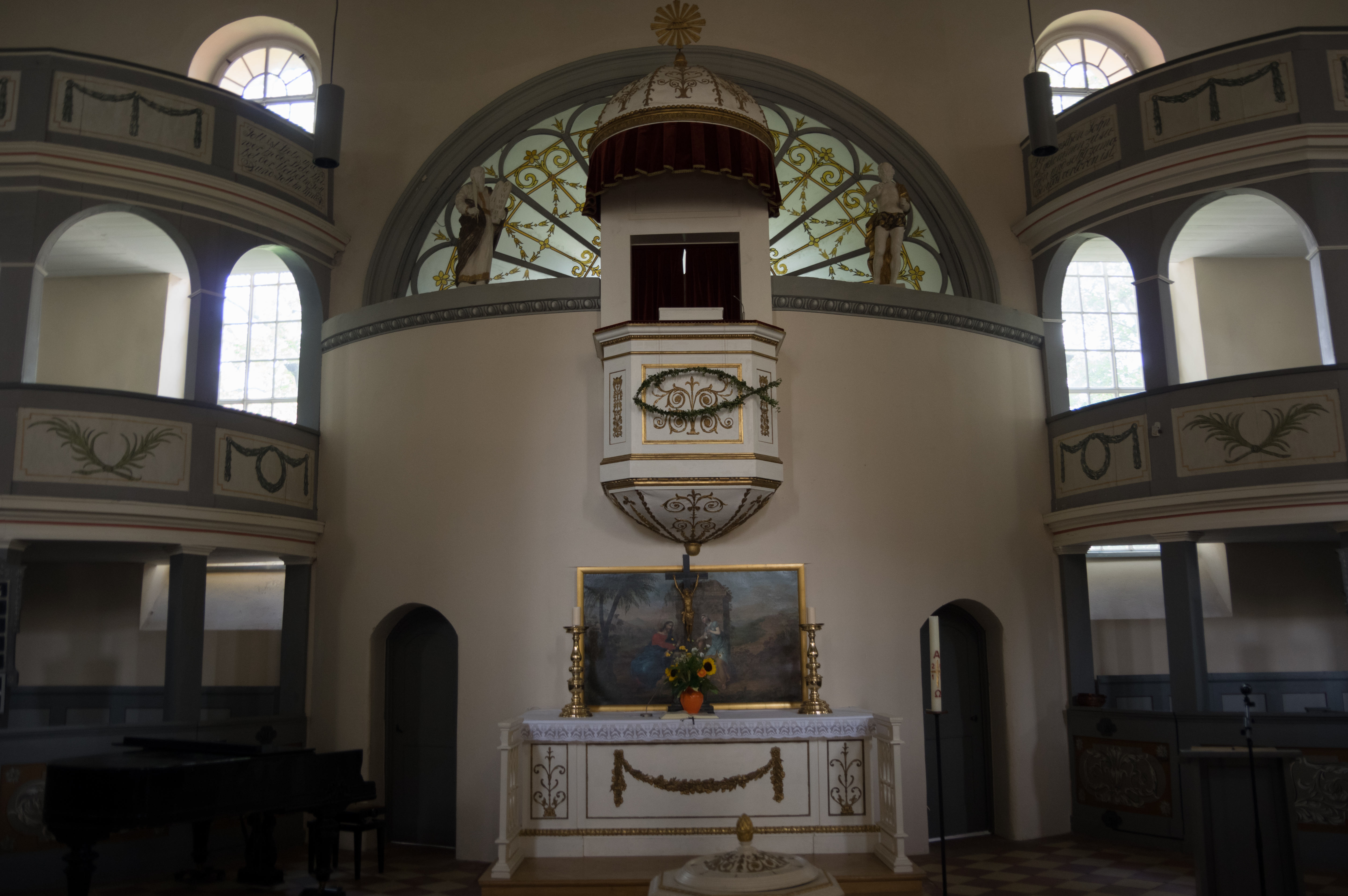
Ołtarz i ambona
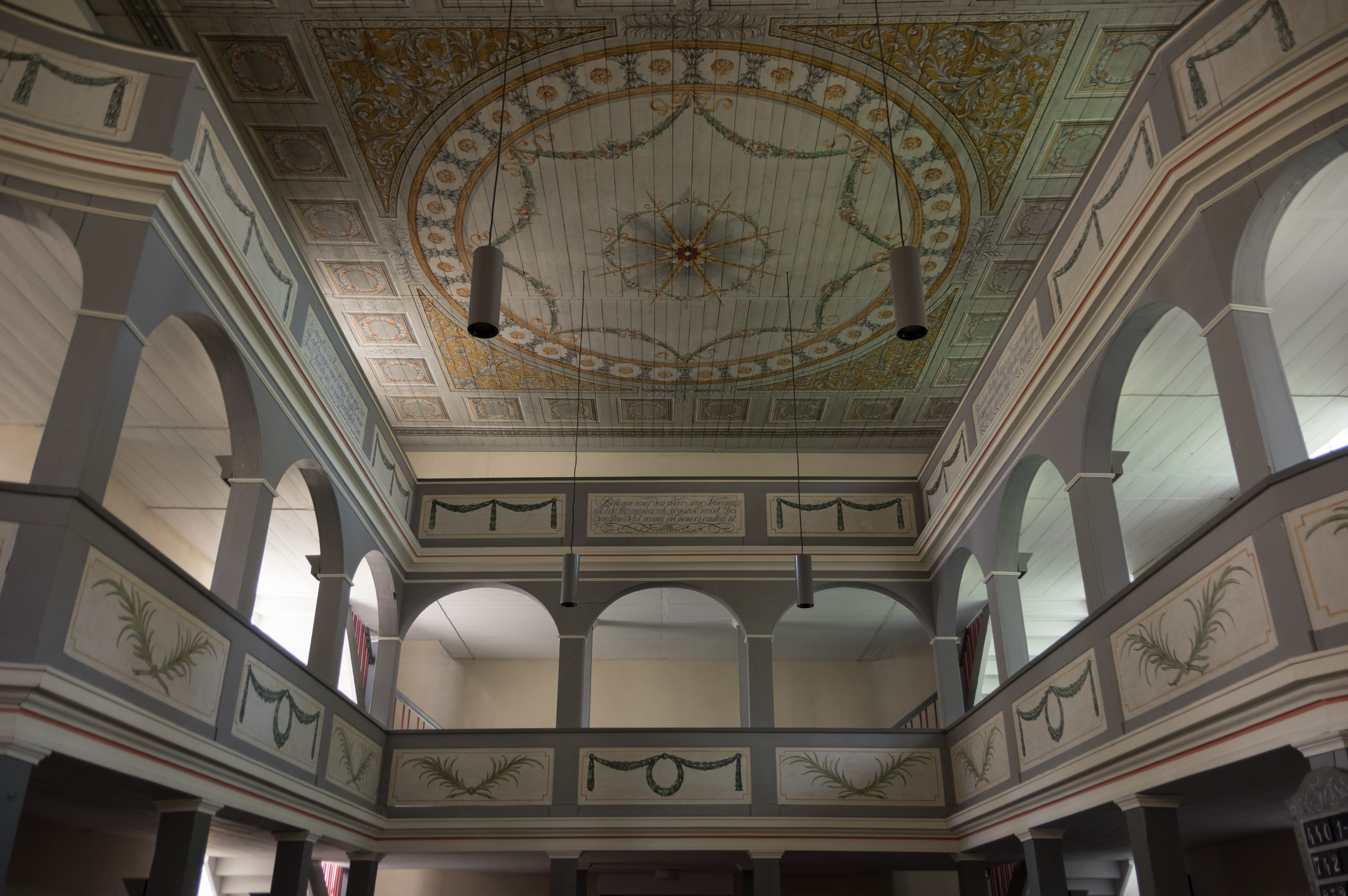
Empory
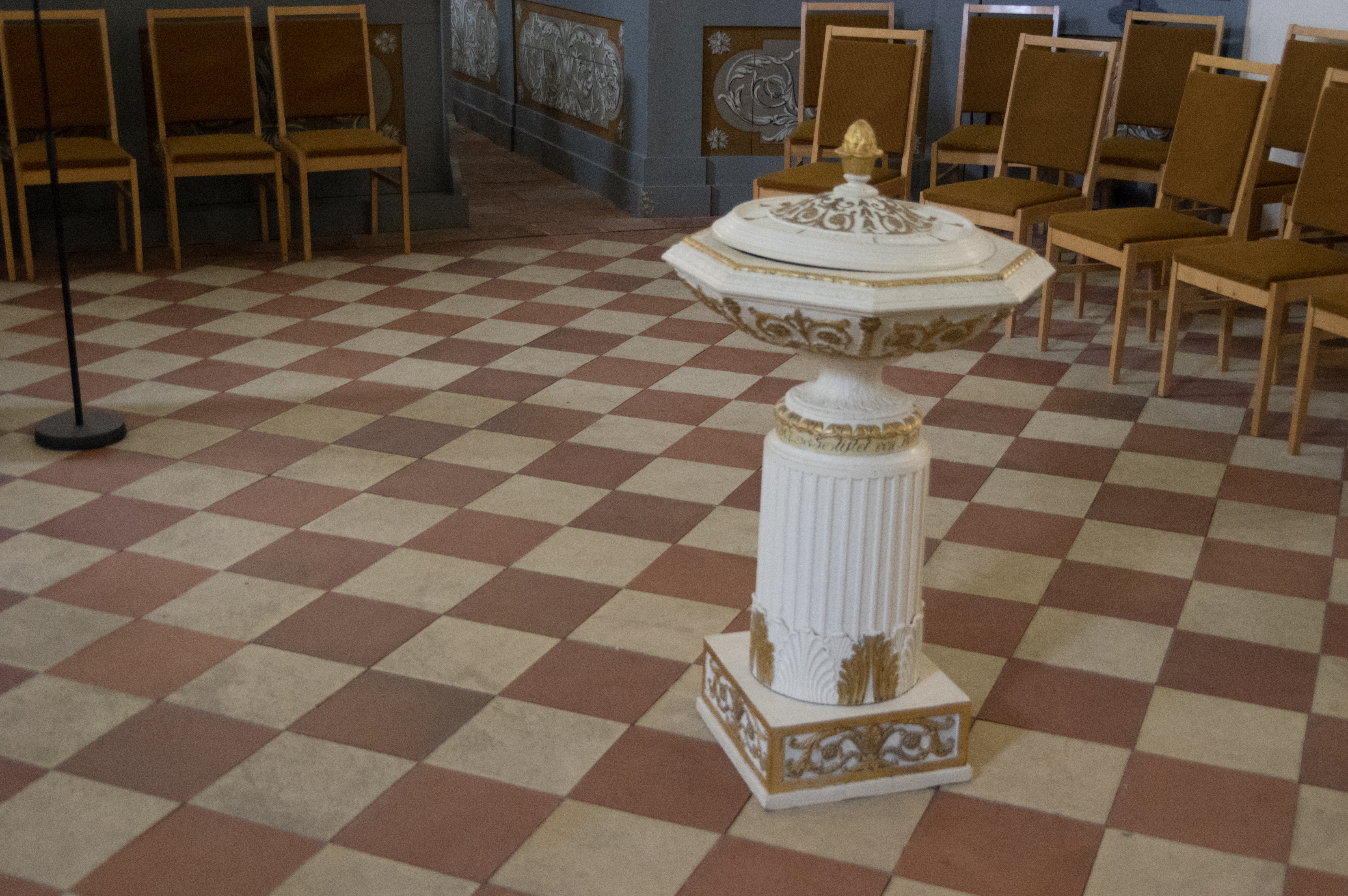
Chrzcielnica
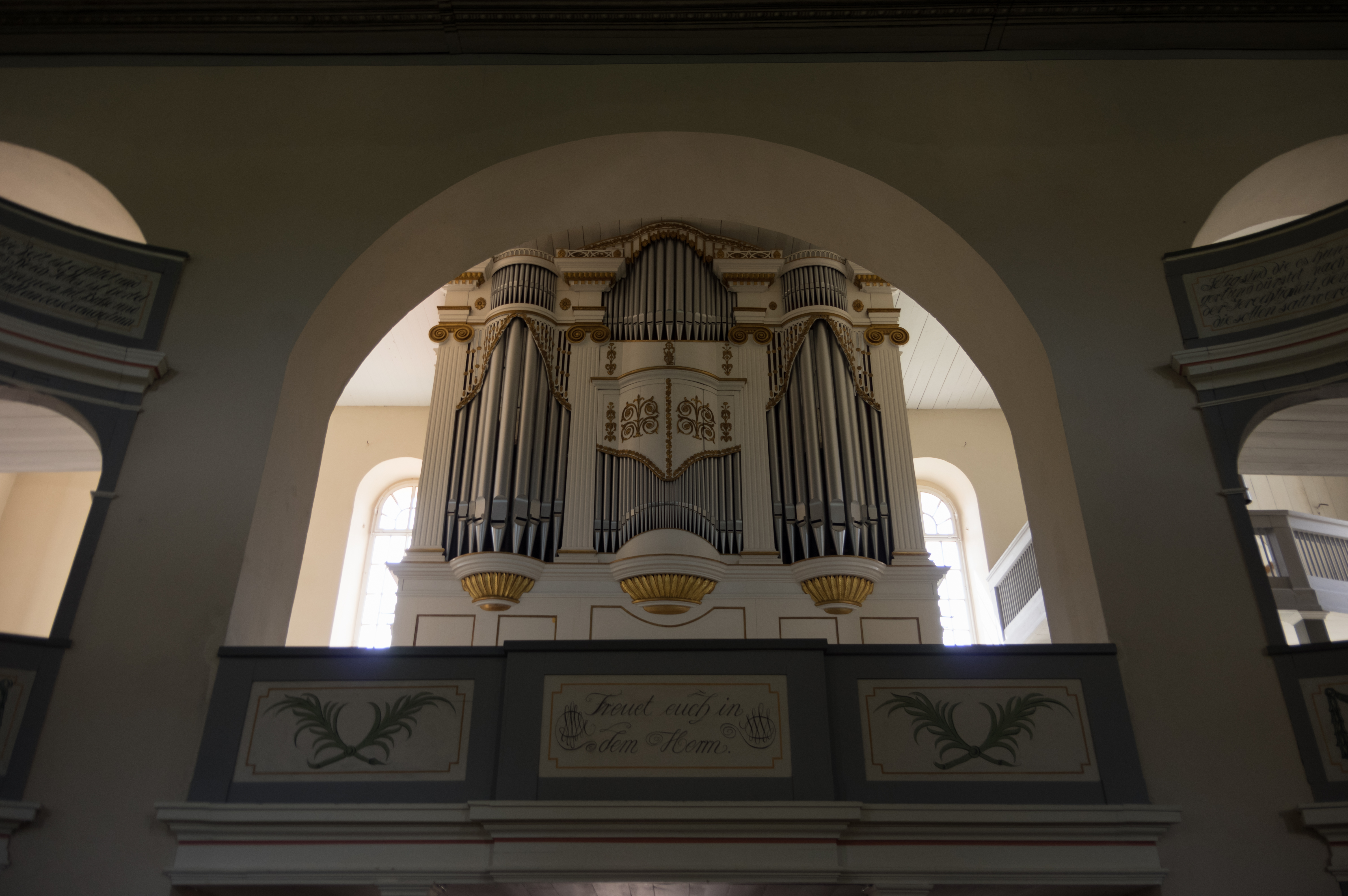
Organy